# Sông Krông Ana
Sông Krông Ana, tên chính thức là Ea Krông Ana (có nghĩa là "sông mẹ" hoặc "sông cái"), là một phụ lưu của sông Srêpốk và là một trong những con sông chính ở tỉnh Đắk Lắk, Việt Nam.
Sông Krông Ana là hợp lưu của một số dòng sông nhỏ hơn, như Krông Búk, Krông Pắc, Krông Bông, Krông Kmar, diện tích lưu vực 3.960 km², chiều dài dòng chính 215 km.
Sông có dòng chảy tương đối hiền hòa, không có ghềnh thác, đoạn hạ lưu thuộc Lắk – Buôn Trấp có độ dốc 0,25%, dòng sông gấp khúc gây lũ lụt hàng năm trên phạm vi khá rộng, đồng thời cũng bồi đắp phù sa tạo nên những cánh đồng màu mở ven sông. Đây là con sông có ảnh hưởng đáng kể đến sản xuất nông nghiệp của tỉnh, nhất là cây lúa nước.

## Chỉ dẫn
1. ↑  Trong tiếng các dân tộc thuộc nhóm ngôn ngữ Môn-Khmer ở Tây Nguyên và trong tiếng Việt cổ (trước thế kỷ 16, xem Chữ Nôm) thì "đăk" có nghĩa là nước, sông, suối, còn "krông" có nghĩa là sông.